# Shazna
Shazna (estilizado como SHAZNA)  foi uma banda japonesa de rock visual kei originalmente ativa de 1993 a 2000. Inicialmente possuiam influências de rock gótico, porém a musicalidade da banda mudou para uma direção pop rock e new wave em 1996. Foram considerados um dos "quatro reis celestiais do visual kei dos anos 90" ao lado de La'cryma Christi, Fanatic Crisis e Malice Mizer. Shazna alcançou o auge de seu sucesso em 1997 com os singles "Melty Love" e "Sumire September Love" e seu álbum Gold Sun and Silver Moon alcançou a segunda posição nas paradas da Oricon, vendeu mais de um milhão de cópias e foi nomeado "Álbum de Rock do Ano" pela Japan Gold Disc Awards. 
A banda entrou em hiato em 2000 e os membros seguiram direções diferentes. Seis anos depois, Shazna quebrou o hiato e lançou um álbum e um single. Dois anos depois, encerraram as atividades oficialmente. Em 2017, Shazna se reuniu novamente para comemorar seu 20º aniversário de estreia em uma grande gravadora.

## Carreira

Logotipo da banda

Shazna foi formado pelo vocalista Izane na época de seu colegial, que inicialmente procurava montar uma banda cover de Culture Club. Após anunciar sua ideia nas revistas, juntou-se a seu irmão Niy no baixo, A・O・I na guitarra e Katsura na bateria. Lançaram suas primeiras fitas demo em 1993, as quais são Enmity, Shazna e Voice of... e o vocalista mudou seu nome para Izamu. Katsura saiu em 1996 e se juntou a Baiser, e o vocalista novamente mudou seu nome, desta vez para o atual Izam.
A banda assinou com uma grande gravadora, a BMG Japan em 1997 e seu primeiro lançamento nela foi o EP Promise Eve. Com "Melty Love" lançado em 27 de agosto de 1997, Shazna começou a ganhar uma imensa popularidade e diversos prêmios. "Melty Love" alcançou a segunda posição nas paradas da Oricon Singles Chart  e vendeu cerca de 880,000 cópias.
O álbum Gold Sun and Silver Moon foi nomeado "Álbum de Rock do Ano" pela Japan Gold Disc Awards e vendeu mais de um milhão de cópias, sendo certificado pela RIAJ. O álbum também foi nomeado como um dos melhores de 1989–1998 em uma edição de 2004 da revista musical Band Yarouze. Em outubro de 1997, lançaram o single "Violet September Love", cover do Ippu-Do.
Em fevereiro de 1999, Izam se casou com a idol Hinano Yoshikawa, na época com 19 anos. Se divorciaram pouco tempo depois, em setembro.
Neste mesmo ano, Shazna assinou com a Toshiba EMI após seu contrato com a BMG expirar e lançou o álbum Pure Hearts em junho. Seu último single "Winter's Review" foi lançado em dezembro. Em janeiro de 2000, um álbum de compilação de singles foi lançado, mas em outubro Shazna entrou em hiato.
Então, todos os membros seguiram direções musicais diferentes. Izam, com um visual muito menos feminino, tornou-se cantor solo e passou a atuar, aparecendo em vários filmes como Chinese Dinner, G @ me e Pretty Guardian Sailor Moon: Act Zero, um episódio especial da série live-action baseada no popular mangá Sailor Moon. Também apareceu no filme Crayon Shin-chan: Blitzkrieg! Pig's Hoof's Secret Mission, que usou a canção "Pureness" de Shazna como tema.  A・O・I continou sua carreia sendo violonista e se tornou cineasta. Niy ingressou na banda Fanble.
Em junho de 2006, após 6 anos de hiato, Shazna anunciou que estava se reunindo. Fizeram seu primeiro show desde então em 5 de setembro e lançaram o single "Heart" em 25 de abril. Lançaram o álbum 10th Melty Life em 8 de agosto de 2007, 10 anos após o lançamento de seu single de estreia em uma grande gravadora "Melty Love".
Em 2008, a banda lançou o livro Homeless Visual Kei e produziu alguns eventos exclusivos para seu fã clube. No entanto, no final deste ano Shazna anunciou que a banda estava se separando oficialmente e fez seu último show em 22 de março de 2009 no Shibuya O-East.
Em agosto de 2017, Shazna se reuniu novamente para o 20º aniversário de sua estreia em uma grande gravadora. Além de Izam, A・O・I e Niy, a reunião incluiu três novas integrantes; a segunda vocalista Raychell, baterista Natsume e saxofonista Asuka.
Em 2018, a banda lançou o single ""Koinotenpo" (コイノテンポ)" em 28 de dezembro e anunciou um novo álbum previsto para 3 de março de 2019, que não foi lançado.

## Influências
Izam foi amplamente influenciado por Boy George e Culture Club, de quem ele fez um álbum cover em 1998 chamado Izam Presents the Best of Boy George & Culture Club.
BugLug fez um cover de "Melty Love" no álbum de compilação Crush! -90 V-Rock Best Hit Cover Songs-. Foi lançado em 26 de janeiro de 2011 e apresenta bandas visual kei atuais fazendo covers de bandas que foram importantes para o movimento dos anos 90.

## Membros
- Izam - vocais principais (1993–2000, 2006–2009, 2017–2019)
- A・O・I - guitarra (1993–2000, 2006–2009, 2017–2019)
- Niy - baixo (1993–2000, 2006–2009, 2017–2019)
- Raychell - vocais de apoio (2017–2019)
- Natsume (夏芽) - bateria (2017–2019)
- Asuka - saxofone (2017–presente)

### Ex membros
- Katsura (桂) – bateria (1993–1996)

## Discografia[16]

### Álbuns de estúdio
| Título                   | Lançamento             | Posição na Oricon |
| ------------------------ | ---------------------- | ----------------- |
| Sophia                   | 30 de novembro de 1994 | -                 |
| Melty Case               | 14 de março de 1996    | -                 |
| Raspberry Time           | 1 de agosto de 1996    | 43                |
| Promise Eve              | 22 de janeiro de 1997  | 16                |
| Gold Sun and Silver Moon | 22 de janeiro de 1998  | 2                 |
| Pure Hearts              | 30 de junho de 1999    | 15                |
| 10th Melty Life          | 8 de agosto de 2007    | -                 |

### Singles
- "Stillness for Dear" (17 de abril de 1994)
- "Dizziness" (8 de dezembro de 1995)
- "Melty Love" (27 de agosto de 1997)
- "Sumire September Love" (すみれ September Love) (8 de outubro de 1997)
- "White Silent Night" (3 de dezembro de 1997)
- "Sweet Heart Memory"  (7 de janeiro de 1998)
- "Pureness" (22 de abril de 1998)
- "Love is Alive/Dear Love" (29 de abril de 1998)
- "Koibito/Virgin" (恋人/Virgin) (14 de outubro de 1998)
- "Pink" (27 de janeiro de 1999)
- "Piece of Love" (31 de março de 1999)
- "Tokyo Ballet Reprise/Shelley Ni Kuchizuke" (Tokyo Ballet Reprise/シェリーに口づけ) (9 de junho de 1999)
- "Aqua" (22 de setembro de 1999)
- "Winter's Review" (8 de dezembro de 1999)
- "Kokoro" (心) (25 de abril de 2007)
- "Koinotenpo" (コイノテンポ) (28 de dezembro de 2018)